# بخش آبش‌احمد
بخش آبش‌احمد یکی از بخش‌های شهرستان کلیبر در استان آذربایجان شرقی در شمال غربی ایران است.

## تقسیمات کشوری
- بخش آبش‌احمد
  - دهستان آبش‌احمد
  - دهستان سیدان
  - دهستان قشلاق

شهر : آبش‌احمد

## جمعیت
بنابر سرشماری مرکز آمار ایران، جمعیت بخش آبش احمد شهرستان کلیبر در سال ۱۳۸۵ برابر با ۲۵۴۳۸ نفر بوده است.